# 병역특례제도
병역특례제도는 병역의무를 가진 사람 중 국가 경쟁력 제고를 위해 병역 대신 연구기관이나 산업체에서 전문연구요원과 산업기능요원으로 일정기간 대체복무할 경우 병역의무를 다한 것으로 인정하는 제도이다.
2021년 12월 13일 기준 대한민국 병무청 복무제도에는 현역병, 상근예비역, 현역(전환복무), 사회복무요원, 예술체육요원, 전문연구요원, 산업기능요원, 승선근무예비역, 특수병과사관후보생, 공중보건 의사 등이 있다.

## 같이 보기
- 대한민국의 병역 제도